# نیروگاه هسته‌ای خملنیتسکی
نیروگاه هسته‌ای خملنیتسکی (به لاتین: Khmelnytskyi Nuclear Power Plant) یک نیروگاه هسته‌ای در اوکراین است که در استان خملنیتسکی واقع شده‌است.